# Henry P. Baldwin

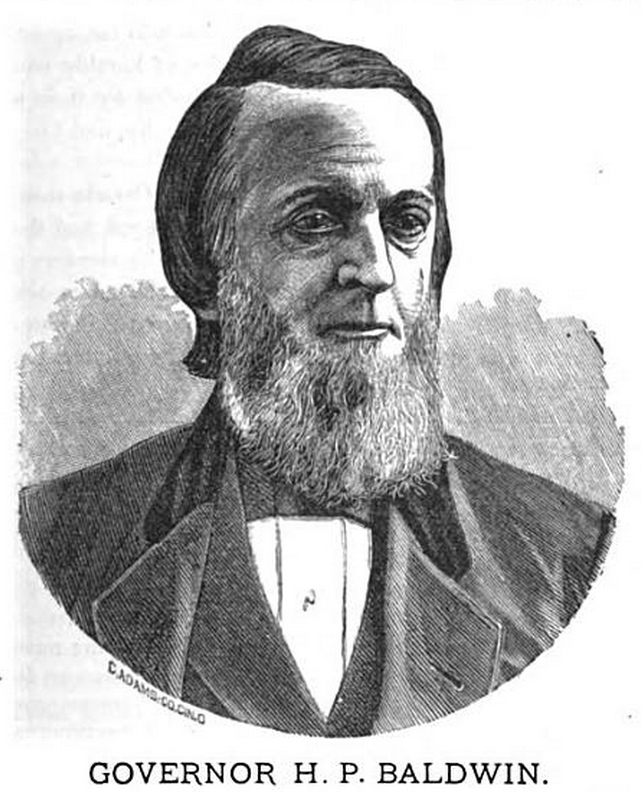
Henry P. Baldwin (um 1874)

Henry Porter Baldwin (* 22. Februar 1814 in Coventry, Rhode Island; † 31. Dezember 1892 in Detroit, Michigan) war ein US-amerikanischer Politiker und von 1869 bis 1873 der 15. Gouverneur von Michigan. 

## Frühe Jahre und Aufstieg
Henry Baldwin besuchte die örtlichen Schulen seiner Heimat in Rhode Island. Im Alter von 12 Jahren wurde er Vollwaise. Er arbeitete dann als Ladenangestellter. Später eröffnete er in Woonsocket ein eigenes Geschäft.
Im Jahr 1838 zog Baldwin nach Detroit in  Michigan, wo er mit Stiefeln und Schuhen handelte. Politisch war er ein Gründungsmitglied der Republikanischen Partei und Delegierter auf dem Gründungsparteitag im Jahr 1854 in Jackson ebenfalls in Michigan. Auf kirchlichem Gebiet war er ein Förderer der Episkopalkirche. Zwischen 1861 und 1862 war Baldwin Mitglied des Landessenats von Michigan. Von 1863 bis 1887 war er Direktor der Michigan State Bank und der Second National Bank of Detroit. Im Jahr 1868 wurde Baldwin als Kandidat seiner Partei zum neuen Gouverneur seines Landes gewählt.

## Gouverneur von Michigan
Baldwin trat sein neues Amt am 6. Januar 1869 an. Nach einer Wiederwahl im Jahr 1870 blieb er bis zum 1. Januar 1873 im Amt. In dieser Zeit wurde das Schulwesen verbessert. Auch im Strafvollzug wurden Verbesserungen vorgenommen. Damals wurde auch mit dem Bau eines neuen Kapitols in der Hauptstadt begonnen. Im Jahr 1871 gab es in Michigan große Waldbrände, die Opfer wurden vom Staat finanziell unterstützt. 

## Weiterer Lebenslauf
Nach dem Ende seiner Amtszeit blieb Baldwin politisch aktiv. Im Jahr 1879 zog  er für einen verstorbenen Senator in den US-Senat ein. Dort verblieb er bis 1881. Von 1880 bis 1882 war er Parteivorsitzender der Republikanischen Landespartei von Michigan. Danach nahm er bis 1887 seine Funktion als Bankpräsident wieder auf. Henry Baldwin verstarb am Silvestertag des Jahres 1892. 